# کرونیکا
کرونیکا فیلمی هیجان انگیز ساخته کشور اکوادور در سال ۲۰۰۴ است، که توسط سباستین کوردرو نوشته و کارگردانی شده‌است. این فیلم توسط گی‌یرمو دل تورو، کارگردان هزارتوی پن و آلفونسو کوارون، کارگردان فرزندان انسان تهیه کنندگی شده‌است. این فیلم در بخش فیلم‌های نوعی نگاه در جشنواره فیلم کن ۲۰۰۴ به نمایش درآمد.

## بازیگران
- جان لگویزمائو در نقش مانولو بونلا
- لئونور واتلینگ در نقش ماریسا ایتورالد
- دامیان آلکازار در نقش وینیسیو کپیدا
- خوزه ماریا یازپیک در نقش ایوان سوارز
- آلفرد مولینا در نقش ویکتور هوگو پونتز
- هنری لایانا در نقش دون لوچو
- تامارا ناواس در نقش دونا اتلوینا
- واشینگتن گارزان در نقش جوزف خوان
- روزا آلیا اورتیز در نقش آمیگا دن لوچو
- ریموندو زامبرانو در نقش کورا
- کامیلو لوزوریاگا در نقش کاپیتان بولیوار روژاس
- پکی آندینو در نقش سارجنتو سالتوس (در نقش پکی آندینو)
- لوئیجی پولا در نقش رابرت

## لینک‌های اضافی
- Crónicas در بانک اطلاعات اینترنتی فیلم‌ها (IMDb)
- Crónicas در راتن تومیتوز
- Crónicas در آل‌مووی
- Crónicas در متاکریتیک